# Cyril Norman Hinshelwood
Sir Cyril Norman Hinshelwood (19.6.1897 – 9.10.1967) là nhà hóa lý người Anh, đã đoạt Giải Nobel Hóa học năm 1956.

## Cuộc đời và sự nghiệp
Ông sinh tại London, cha ông là Norman Macmillan Hinshelwood, một kế toán viên có bằng cấp quốc gia, còn mẹ ông là Ethe Frances nhũ danh Smith. Ban đầu ông học ở Canada, nhưng sau khi người cha qua đời, năm 1905 ông trở về sống trong một căn hộ nhỏ ở Chelsea, nơi ông cư ngụ suốt đời cho tới chết. Ông đã theo học các trường Westminster City School và Balliol College, Đại học Oxford.
Trong thời Chiến tranh thế giới thứ nhất, Hinshelwood làm nhà hóa học trong một nhà máy chế tạo chất nổ. Ông đã làm trợ giáo ở Trinity College từ năm 1921 tới 1937 và làm giáo sư hóa học ở Đại học Oxford từ năm 1937.
Các nghiên cứu ban đầu của ông về động lực học phân tử đã được xuất bản dưới tên Thermodynamics for Students of Chemistry và The Kinetics of Chemical Change năm 1926. Cùng với Harold Warris Thompson ông đã nghiên cứu phản ứng nổ của Hiđrô và Oxy cùng mô tả hiện tượng phản ứng dây chuyền.
Công trình nghiên cứu tiếp theo của ông về các biến đổi hóa học trong tế bào vi khuẩn được chứng minh là có tầm quan trọng rất lớn trong công tác nghiên cứu sau này về chất kháng sinh và các tác nhân trị liệu.
Năm 1946, ông xuất bản quyển The Chemical Kinetics of the Bacterial Cell, tiếp theo là quyển Growth, Function and Regulation in Bacterial Cells năm 1966. Quyển The Structure of Physical Chemistry của ông xuất bản năm 1951 đã được nhà xuất bản Oxford University Press tái bản năm 2005 như một sách giáo khoa cổ điển của Oxford về Khoa học Vật lý.

## Đời tư
Hinshelwood không hề kết hôn. Ông thành thạo 7 ngôn ngữ cổ điển và hiện đại. Sở thích chính của ông là hội họa, sưu tập đồ gốm Trung Quốc, và văn học nước ngoài. Ông từ trần tại tư gia ngày 9 tháng 10 năm 1967.

## Giải thưởng và Vinh dự
- 1956, ông được trao Giải Nobel Hóa học cho các công trình nghiên cứu cơ chế phản ứng hóa học, chung với Nikolay Semenov của Liên bang Xô Viết.
- 1960 Huân chương công trạng
- 1962 Huy chương Copley
- Ông cũng đã có chân trong nhiều Hội đồng tư vấn về các vấn đề khoa học cho chính phủ Anh.
- Ông được bầu vào Hội hoàng gia Luân Đôn năm 1929, làm chủ tịch Hội này từ năm 1955 tới 1960.
- Ông được phong hầu tước năm 1948.
- Ông đã làm chủ tịch các Hội Hóa học, Hội hoàng gia Luân Đôn, Hiệp hội Cổ điển và Hội Faraday. Ông đã đoạt nhiều giải thưởng và bằng danh dự.